# Gabaouri
Gabaouri (auch: Gabawiri, Gabouri) ist ein Dorf in der Landgemeinde Korgom in Niger.

## Geographie
Das von einem traditionellen Ortsvorsteher (chef traditionnel) geleitete Dorf befindet sich rund acht Kilometer südwestlich des Hauptorts Korgom der gleichnamigen Landgemeinde, die zum Departement Tessaoua in der Region Maradi gehört. Eine Siedlung in der näheren Umgebung von Gabaouri ist Aïkawa im Südwesten.
Gabaouri ist Teil der Übergangszone zwischen Sahel und Sudan. Die durchschnittliche jährliche Niederschlagsmenge beträgt hier zwischen 400 und 500 mm. Nordwestlich des Dorfs erhebt sich der 494 m hohe Hügel Baban Doutchi.

## Bevölkerung
Bei der Volkszählung 2012 hatte Gabaouri 2622 Einwohner, die in 375 Haushalten lebten. Bei der Volkszählung 2001 betrug die Einwohnerzahl 1985 in 275 Haushalten und bei der Volkszählung 1988 belief sich die Einwohnerzahl auf 1394 in 258 Haushalten.
Die Bevölkerungsdichte in diesem Gebiet ist für nigrische Verhältnisse hoch.

## Wirtschaft und Infrastruktur
Im Dorf wird ein Wochenmarkt abgehalten. Der Markttag ist Donnerstag. Der Markt wurde im zweiten Viertel des 20. Jahrhunderts etabliert. Das staatliche Versorgungszentrum für landwirtschaftliche Betriebsmittel und Materialien (CAIMA) unterhält eine Verkaufsstelle im Ort. Es gibt eine Schule. Als staatliche islamische Schule für Kinder wurde 2007 außerdem eine Medersa gegründet. In Gabaouri wird eine Niederschlagsmessstation betrieben. Der Staat unterhält eine kleine Solaranlage. Durch das Dorf führt die 67,2 Kilometer lange Nationalstraße 20 zwischen Gazaoua und der Staatsgrenze zu Nigeria. Es handelt sich um eine moderne Erdstraße. Eine Sanierung des nach Gazaoua führenden Straßenabschnitts wurde im April 2017 abgeschlossen.